# Мадам Артур
Мадам Артур је дрег кабаре који се налази у улици Мученика, у срцу комшилука Пигале, у 18. арондисману Париза.
Ово је био први трансвеститски кабаре у Паризу и отворен је 1946. и носи име по истоименој чувеној песми коју је 1850. године написао Пол де Кок и извела Ивета Гиљбер. .
Иако је био затворен дуги низ година, потпуно га је обновила и поново отворила у новембру 2015. Диван ду Монде , , сала за перформансе која се налази на броју 75 у истој улици, као и нова трупа певача и музичара која сваког викенда нуди представу.
Глумица Кочинел је у започела своју каријеру у Мадам Артур. Мари Пјер Прувот (познатија као Бамби) је такође своју каријеру започела тамо.
Група уметника нуди публици обраде песама на француском, из тог периода или модерније, интерпретиране на клавиру и хармоници.